# Amélie Humbert-Droz
Amélie Humbert-Droz (* 22. Mai 1851 in Neuenburg; † 31. Oktober 1936 ebenda; heimatberechtigt in Le Locle) war eine Schweizer Sekretärin, Redaktorin und Feministin aus dem Kanton Neuenburg.

## Leben
Amélie Humbert-Droz war eine Tochter von Aimé Humbert-Droz und der Marie Müller. Sie wuchs in Neuenburg auf. Humbert-Droz arbeitete in ihrer Jugend für die Heilsarmee. Von 1876 bis 1885 beteiligte sie sich als Privatsekretärin von Josephine Butler am Kampf gegen die staatlich reglementierte Prostitution.
Sie folgte ihrer Mutter in die Sittlichkeitsbewegung: Ab 1888 bis 1915 war sie Sekretärin des Internationalen Vereins der Freundinnen junger Mädchen. Von 1915 bis 1925 stand sie diesem als Vizepräsidentin vor. Sie war Redaktorin des Verbandsorgans Le journal du bien public. Humbert-Droz befürwortete das Frauenstimmrecht als Mittel der Sittenreform. Sie gehörte der Union féministe in Neuenburg an. Ab 1878 war sie Mitarbeiterin beim Blauen Kreuz. Sie schrieb zahlreiche Kirchenlieder.